# Легенда про динозавра
Легенда про динозавра і жахливого птаха (яп. 恐竜怪鳥の伝説, Кьо:рю: каїтьо: но денсецу) — японський художній фільм у жанрі кайдзю ейга, знятий в 1977 році на студії «Тоей»  (яп. 東映)  режисером Дзюндзі Курата, що вийшов на екрани 29 квітня того ж року.

## Сюжет
У невеликому японському селі Дзукаї, яке стоїть на березі озера Сай поблизу вулкана Фудзі, починають відбуватися загадкові події. Дівчина, що прийшла в сумно відомий ліс Аокігахара, щоб покінчити з собою, провалюється в печеру. Вона знаходить величезне метрове яйце, шкаралупа якого у неї на очах тріскається, й через щілину вона бачить велике жовте око, вкрите в'язким слизом. Нажахана дівчина вибирається з печери і падає непритомна на руки робітників, що копають неподалік траншею.
Молодий геолог компанії Universal Stone Company Такасі Асідзава (Цунехіко Ватасе) дізнається про це з телевізійних новин і вирішує відкласти експедицію в Мексику, щоб зайнятися дослідженням таємничої печери. Місцеві жителі показують йому дорогу, але провести відмовляються, розповідаючи таємничі історії про те, що в цих місцях пропадають коні і з землі вилазять довгі черв'яки.
Під час спуску в печеру починається землетрус. Асідзава падає, непритомніє і опиняється в хатині дивного старого Сьохей Муку, знавця місцевої природи і давнього друга його покійного батька. З їхньої розмови стає зрозуміло, що батько Асідзави теж був геологом. Багато років тому він виявив у місцевих печерах кам'яне яйце, яке вважав яйцем динозавра.
У місті, куди приїхав Асідзава, він зустрічає своє колишнє кохання Акіко (Нобіко Сава). Дівчина захоплюється дайвінгом і підводним фотографуванням. Разом зі своєю подругою Дзюнко, також аквалангісткою і збирачкою народних пісень, вона відпочиває на озері і знімає красу місцевого підводного світу. Асідзава намагається відновити з дівчиною близькі стосунки, проте в найпікантніший момент у вагончик-трейлер, де вона живе, заповзають слизькі жирні вугри, і дівчина в жаху тікає.
Незабаром в озері гинуть двоє відпочивальників. Їхній водний велосипед перекидається на спокійній воді, й обидва «велосипедисти» тонуть. Однак за кілька миттєвостей до їх загибелі можна побачити дивну чорну тінь під водою, і це дає зрозуміти: люди стали жертвами монстра.
Тим часом Асідзава обговорює проблеми сейсмології з керівником місцевої сейсмостанції. З розмови стає відомо, що останнім часом почастішали землетруси і це, мабуть, є передвісником глобального катаклізму. З'ясовується також, що батько Асідзави був прихильником гіпотези, що динозаври дожили до наших днів, і один з них живе в озері.
Між тим відбувається ще одна загадкова подія. Дзюнко, подруга Акіко, повертаючись увечері додому на велосипеді, виявляє поблизу шосе знеголовлений труп коня. Асідзава, який через кілька годин прибув на місце події, виявляє коня вже високо на дереві, а поруч бачить дивні сліди, схожі на відбитки плавників плезіозавра, стародавньої рептилії, що вимерла багато мільйонів років тому.
На наступний день у місті проходить традиційне «свято Дракона». Місцеві студенти, бажаючи зробити до свята рекламу, поширюють чутки про динозаврів, яких бачили в околицях. У самий розпал свята сильний удар несподівано стрясає естраду, люди падають у воду, а недалеко від берега на поверхні з'являється плавець чудовиська. Починається паніка, але швидко з'ясовується, що плавець фанерний, його буксирують по воді двоє плавців-студентів.
Однак коли плавці припливають у затишну бухту і намагаються вийти з води, вони зазнають нападу чудовиська — плезіозавра. Хіроші і Сусуму, які буксирували фанерний плавець, гинуть у зубах ящера, а Дзіро, організатор розіграшу, в паніці біжить в місто, де намагається повідомити людям про чудовисько, але йому не вірить ніхто, крім приїжджого репортера Гарольда, що спеціалізується на криптозоології.
Тим часом у лісі, в невеликому будиночку на території табору скаутів, трапляється черговий фатальний випадок. Жахливій сцені передують кадри з еротичним відтінком: молода японка приймає душ, потім, напіводягнена, безтурботно витирає голову, стоячи спиною до вікна, в якому несподівано з'являється голова плезіозавра. Гігантський ящір проламує стелю і хапає дівчину.
Того ж дня у пащі чудовиська гине Дзюнко. Динозавр перекушує її навпіл, і Акіко, повернувшись на човен після занурення, з жахом виявляє у воді верхню частину тіла подруги.
Після всіх цих жахливих подій у місті починається паніка. Туристи масово покидають містечко, а влада за допомогою армії влаштовує пошуки чудовиська з використанням швидкохідних катерів, вертольотів, підводних камер і новітньої гідроакустичної станції. Одночасно в містечку збирається прес-конференція, на якій присутні вчені, світила японської палеонтології. Присутній тут же Асідзава розповідає про гіпотезу свого батька — в озері у стані сплячки мільйони років існують плезіозаври, які прокидаються тільки напередодні вивержень вулкана Фудзіяма. Головний опонент Асідзави, професор Сакаї, не приймає всерйоз цю гіпотезу.
Пошуки чудовиська закінчуються безрезультатно. Незважаючи на загибель шести місцевих жителів, військові залишають містечко.
Наступного дня Асідзава вирішує побачити динозавра своїми очима. Він одягає акваланг і витрушає на пошуки. Акіко чекає його на березі. Тим часом староста села йде на крайні заходи — наказує бомбити води озера глибинними бомбами. Побоюючись за життя Асідзави, Акіко одягає акваланг і пливе на пошуки коханого. Рятуючись від глибинних бомб, вони випадково запливають у підводну печеру. Як з'ясувалось потім, цей хід веде в печеру з яйцями динозавра, показану на початку фільму.
Між тим в ту ж печеру в супроводі Сехэї Муку спускається неназваний ентузіаст-дослідник динозаврів, який плекає власну теорію, що в печерах у латентному стані могли зберегтися яйця птерозаврів. Вони знаходять яйце як раз у той момент, коли з нього вилуплюється динозавр. З метрового яйця з'являється півтораметрова пазуриста лапа і розриває ентузіаста на частини. Незабаром такої ж долі зазнає старий Муку. Коли через деякий час у печері з'являються Асідзава і Акіко, вони виявляють два свіжі трупи. А динозавр виривається на свободу і починає творити свою чорну справу. Це рамфоринх (у російському перекладі фігурує птеродактиль) — хижий летючий птерозавр. На бриючому польоті він проноситься над селом і величезною пазуристою лапою хапає одного з місцевих жителів. Починається безладна стрілянина по чудовиську, внаслідок якої одна з куль потрапляє в склад глибинних бомб і відбувається вибух страшної сили.
Тим часом Асідзава й Акіко вибираються з печери і відразу ж стикаються з плезіозавром. Асідзава щасливий — теорія батька підтвердилася, життя прожите не дарма! Динозавр переслідує їх, і вони знову ховаються в печері. Голова динозавра на тонкій довгій шиї проникає в печеру і наближається до Асідзави.
Допомога приходить несподівано: в рідну печеру повертається летючий ящір. Пурхаючи як метелик, він намагається дістати плезіозавра зубатим дзьобом. Тому вдається збити птеродактиля на землю, і вони, збиваючи дерева, продовжують у партері смертельну сутичку, під час якої птеродактиль викльовує супротивнику око.
Проте в цей самий час починається катастрофічний землетрус і виверження вулкана Фудзі, про що раніше попереджали вчені. Летючий ящір, очевидно, отримав пошкодження крила в сутичці, тому злетіти не може, і потік лави спалює його. В землі утворюється величезна тріщина, куди падає плезіозавр і гине.
Серед стихії Асідзава й Акіко відчайдушно, однак безуспішно шукають безпечніше місце. Дівчина падає в тріщину, але встигає схопитися за стовбур поваленого дерева. Асідзава намагається врятувати кохану. Їхні руки довго тягнуться назустріч і нарешті знаходять одна одну на тлі полум'я.

## У радянському кінопрокаті
Фільм вийшов на кіноекрани СРСР в 1979 році під назвою «Легенда про динозавра» і мав величезний глядацький успіх (48,7 млн глядачів). Дубльований на кіностудії «Мосфільм» (режисер — А. Малюков), озвучували: В. Спиридонов, Н. Румянцева, А. Кузнецов та інші.

## Персонажі
| Персонаж                                      | Актор            |
| --------------------------------------------- | ---------------- |
| Такасі Асідзава (Takashi Ashizawa)            | Tsunehiko Watase |
| Акіко (Akiko)                                 | Nobiko Sawa      |
| Дзюнко (Junko)                                |                  |
| Сьохей Муку (Shohei Muku)                     |                  |
| Дзіро, Хіросі, Сусуму (Jiro, Hiroshi, Susumu) |                  |
| Гарольд Такер (Harold Tucker)                 | David Freedman   |
| Кума (Kuma)                                   |                  |
| Плезиозавр (Plesiosaurus)                     |                  |
| Рамфоринх (Rhamphorhyncus)                    |                  |